# Цур-Милен (дворянский род)
Цур-Милен (Цур-Мюлен) (нем. Von zur Mühlen) — балтийский дворянский род.

## Происхождение и история рода
Первое упоминание прародителя рода Германа Тора Мелена (ок. 1505—1559), родившегося в Ревеле купца, а позже городского головы Нарвы (в 1539 и 1551 годах). Он поддерживал торговые связи с Амстердамом и Антверпеном на западе и с Москвой на востоке. После начала Ливонской войны в 1558 году, которая началась с осады Нарвы, Герман Тор Мелен бежал в Любек через Ревель. Во время поездки в Голландию, в которой он, вероятно, хотел взыскать непогашенные долги, он умер в Амстердаме в 1559 году. Его надгробие сохранилось в Старой церкви Амстердама (Ауде керк).
Двое его сыновей вернулись в Ревель, который в то время принадлежал Швеции, они и их потомки занимались междугородней торговлей, приобретали недвижимость и занимали важные государственные посты. В первой половине 18 века семья разделилась на три линии. Старший сын мэра Ревеля Томаса цур-Милена — Генрих (Хинрих) цур-Милен", отправился в Амстердам для обучения, поселился там навсегда и основал голландскую ветвь семьи. У среднего сына, мэра Ревеля — Германа Иоганна цур Мюлена, было шесть сыновей, пятеро из которых продолжили линии рода. Младший сын — Корнелиус цур Мюлен продолжил линию рода Piersal, названную в честь родового поместья Пийрсалу.
Этот род не следует путать с немецким родом «фон дер Мюлен» (нем. von der Mühlen), вестфальской дворянской семьей «фон унд цур Мюлен» (нем. von und zur Mühlen) и баварским родом Мули-Экарт (нем. Moulin-Eckart), изначально французского происхождения.

## Известные представители
- Цур-Милен, Андрей Андреевич (1794—1864) — российский генерал-лейтенант, начальник инженеров гвардейского и гренадерского корпусов.
- Цур-Милен, Герман Альфред (1801—1856) — российский медик; действительный статский советник.
- Цур-Милен, Христиан Фердинанд (1788—1837) — полковник Российской императорской армии, писатель по сельскому хозяйству.
- Цур-Милен, Раймунд фон (1854—1931) — российский и британский певец (тенор) и педагог.
- фон Цур-Милен, Сергей Августович (1857—?) — генерал-майор Российской императорской армии[2].